# Combate de Bezonvaux
El 25 de noviembre de 1917, en el sector de Verdún, se lanzó una brigada de la 37.ª división de infantería, comandada por el coronel Cahon, para atacar la cota 344 de Samogneux, cerca de Bezonvaux, en el sector de Verdún.
Llamada golpe de mano de la cota 344 en el periódico militar, el objetivo era "ejecutar un golpe a gran escala en el área del 7 ° Cuerpo de Ejército en la orilla derecha del Mosa". El Puesto de Mando de la 37.ª División de Infantería se encuentra en Francia, el de la 74.ª Brigada en Chevalet y, finalmente, el de los 3.º Zuavos en el sector K6.

## Situación de las tropas el 25
- 74.ª brigada: coronel Cahon
- 3º de Zuavos: teniente coronel Mondielli Batallones: Chaligue, Chaigneau, Dody
- 3 ° de Luchadores: Teniente Coronel Vibert
- Batallones: Bennand, Lamain, Goumel
- En línea: los batallones Chaigneau y Dody  del 3er Regimiento de Zuavos.
- En reserva: el batallón Chaligue de los 3.os Zuavos y el 3º de tirador.

## Fuente
- Journal militaire officiel de la 74e brigade (IIe armée, 37e division d'infanterie) du 1er janvier 1917 au 8 août 1918. Cote : 26 N 517/7.